# Ready
Ready es el tercer álbum de estudio del cantante y rapero estadounidense Trey Songz. Fue estrenado en Estados Unidos el 31 de agosto de 2009 por Songbook y Atlantic Records. El álbum recibió críticas generalmente positivas. Fue producido durante 2008 y 2009, y cuenta con la colaboración de Drake, Fabolous, Gucci Mane y Soulja Boy. "Ready" consiguió una nominación a los Premios Grammy de 2010 en la categoría "Mejor Álbum Contemporáneo de R&B".

## Recepción
La mayoría de críticos alabaron el álbum, que recibió una calificación global de 67 sobre 100. El álbum fue comparado con el trabajo del artista de R&B R. Kelly, mientras que algunos críticos lo señalaron como inconsistente.

## Lista de canciones
| N.º | Título                                  | Productor(es)                                  | Duración |  |
| 1.  | «Panty Droppa» (intro)                  | Troy Taylor, Patrick Hayes                     | 1:27     |  |
| 2.  | «Neighbors Know My Name»                | Troy Taylor, Patrick Hayes, John "SK" McGee Co | 3:06     |  |
| 3.  | «I Invented Sex» (con Drake)            | Los Da Mystro                                  | 4:08     |  |
| 4.  | «I Need a Girl»                         | StarGate, Johntá Austin                        | 3:34     |  |
| 5.  | «One Love»                              | Bryan-Michael Cox, Johntá Austin               | 4:17     |  |
| 6.  | «Does He Do It»                         | Sean Garrett, Eric Hudson                      | 2:59     |  |
| 7.  | «Say Aah» (con Fabolous)                | Young Yonny, Troy Taylor                       | 3:27     |  |
| 8.  | «LOL :-)» (con Gucci Mane y Soulja Boy) | Fisha & Price                                  | 4:08     |  |
| 9.  | «Ready to Make Luv»                     | Troy Taylor                                    | 1:21     |  |
| 10. | «Jupiter Love»                          | Troy Taylor, John "SK" McGee                   | 4:34     |  |
| 11. | «Be Where You Are»                      | Christopher "Deep" Henderson                   | 4:00     |  |
| 12. | «Successful» (con Drake)                | Noah "40" Shebib                               | 4:26     |  |
| 13. | «Black Roses»                           | Bei Maejor                                     | 3:34     |  |
| 14. | «Love Lost»                             | Troy Taylor, Tremaine Neverson                 | 3:44     |  |
| 15. | «Hollalude»                             | Troy Taylor                                    | 1:16     |  |
| 16. | «Holla If Ya Need Me»                   | Troy Taylor, Chris Hines                       | 4:05     |  |
| 17. | «Yo Side of the Bed»                    | Troy Taylor, Patrick Hayes                     | 4:10     |  |

| Deluxe Edition bonus tracks |                    |                              |          |  |
| N.º                         | Título             | Productor(es)                | Duración |  |
| 18.                         | «Brand New»        | SoundZ                       | 3:42     |  |
| 19.                         | «Scratchin' Me Up» | Troy Taylor                  | 4:09     |  |
| 20.                         | «You Belong to Me» | John "SK" McGee, Troy Taylor | 3:54     |  |

## Personal
| - Rebeca Alexis – estilista - Johnta Austin – compositor, productor ejecutivo - Amund Björklund – compositor - Brandon Green – compositor - Greg Gigendad Burke – director artístico, diseño - Mike Caren – A&R - Mark B. Christensen – mastering - Don Corell – compositor, productor - Dwayne Cotton – guitarrista - Bryan-Michael Cox – compositor, productor, instrumentación - Radric Davis – compositor - Mikkel S. Eriksen – compositor, ingeniero, instrumentación - Sean Fenton – compositor - Ronald Ferebee Jr. – compositor - Askia Fountain – compositor - Jaycen Joshua Fowler – mezclas - Lanre Gaba – A&R - Sean Garrett – compositor, productor | - Rob Gold – producción fotográfica - Aubrey "Drake" Graham – compositor - Paul Gregory – notas - Dionnee Harper – marketing - Patrick Hayes – compositor, productor - Christopher "Deep" Henderson – teclados, coros, productor, programación de batería - T.E. Hermansen – compositor, ingeniero - Chris Hines – compositor, productor - Jean-Marie Horvat – mezclas - Josh Houghkirk – asistente de mezclas - Eric Hudson – compositor, productor - Espen Lind – guitarrista, compositor - Giancarlo Lino – asistente de mezclas - Craig Love – guitarrista, compositor - Bei Maejor – productor - Jack Manning – coros - John McGee – compositor, productor - Carlos "Los Da Mystro" McKinney– arreglista, director, productor | - Edrick Miles – compositor - Delant "Butta" Murphy – productor ejecutivo, administración - Scott Naughton – ingeniero - Tremaine Neverson – vocalista principal, compositor, productor, productor ejecutivo - Dave Pensado – mezclas - Tony Scales – compositor - Paul Gregory Senior – notas - Noah "40" Shebib – compositor, productor, ingeniero, mezclas - Phil Tan – mezclas - Troy Taylor – compositor, productor, ingeniero, productor ejecutivo - Sam Thomas – ingeniero - Carolyn Tracey – producción - Nate Walka – compositor - Miles Walker – ingeniero - Ben Watts – fotografía - DeAndre Way – compositor, vocalista colaborador - Isaac West – bajo - Amir Windom - A&R |

## Listas de posiciones y certificaciones
| Lista (2010)                          | Posición máxima |
| ------------------------------------- | --------------- |
| Estados Unidos Billboard 200          | 3               |
| Estados Unidos Top R&B/Hip-Hop Albums | 2               |